# Beringer von Entringen

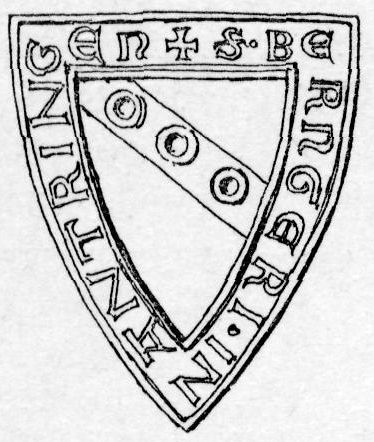
Wappen des Beringer von Entringen

Beringer von Entringen († 1232) war Bischof von Speyer von 1224 bis 1232.

## Leben und Wirken
Beringer stammte aus dem schwäbischen Adelsgeschlecht derer von Entringen zu Hohenentringen. Er war zunächst Domkantor in Speyer und dann Coadjutor von Konrad III. Edler von Scharfeneck, dem Bischof zu Metz und Speyer für dessen letzten vier Lebensjahre, in denen dieser durch hohes Alter und die vielen Geschäfte geschwächt war. 1224 wurde er als dessen Nachfolger Bischof von Speyer.
Er war ein Berater König Heinrichs VII. und nahm an der Reichsversammlung in Worms im Frühjahr 1231 teil, auf der unter anderem das sogenannte Statutum in favorem principum erlassen wurde. In seiner Zeit wurden das Zisterzienserinnenkloster Heilsbruck und das Reuerinnenkloster St. Magdalena gegründet. Die Franziskaner durften ihre Niederlassung in die Stadt Speyer hineinverlegen.

## Wappen
Das fürstbischöfliche Wappen ist üblicherweise geviert. Die Felder des Wappenschildes führen im Wechsel das Familienwappen derer von Entringen und das Wappen des Bistums Speyer, ein silbernes Kreuz auf blauem Grund. Das Familienwappen der von Entringen zeigt einen goldenen Querbalken auf rotem Grund. Der Balken ist mit drei schwarzen Ringen belegt.